# Adolf von Steiger
Alfred Armand Adolf von Steiger (Berna, 25 luglio 1859 – Berna, 1º marzo 1925) è stato un avvocato, giudice e politico svizzero.

## Biografia
Appartenente a una antica famiglia patrizia di Berna, fu figlio del capo bibliotecario Carl Ludwig von Steiger, cugino di Edmund von Steiger e nipote di Franz Georg von Steiger, Johann Rudolf von Steiger e Karl von Steiger. Sposò Ida Hofer, figlia dell'avvocato Friedrich Hofer. Dopo gli studi in giurisprudenza a Ginevra, Lipsia e Berna dal 1878 al 1883, divenne titolare di uno studio legale dal 1884 fino al 1893. Successivamente divenne giudice supplente nel 1891 e giudice d'appello presso il tribunale cantonale dal 1893 al 1900.
Cominciò la sua attività politica nel 1899 come municipale e sindaco di Berna, per poi venire eletto con il Partito Liberale Radicale al Gran Consiglio del Canton Berna dal 1900 al 1917. In quel ruolo fece parte della Commissione dell'economia pubblica dal 1906 al 1914 e fu eletto Presidente del Gran Consiglio nel 1906. Venne eletto Consigliere agli Stati dal 1908 al 1918, sempre con i Liberali-Radicali, e fu Presidente della Commissione della neutralità e della Commissione per la legislazione federale sulle fabbriche.
Con la fine della prima guerra mondiale, i socialisti ottennero la maggioranza in consiglio e nel parlamento municipale di Berna. Vista la mutata situazione politica, von Steiger decise di farsi eleggere vicecancelliere federale, cosa che avvenne il 1º agosto 1918. Con le dimissioni del cancelliere Hans Schatzmann, von Steiger venne candidato dal suo partito come nuovo cancelliere. Per la seconda volta nella storia della Cancelleria vi fu tuttavia un altro candidato: il consigliere Siegfried Hartmann, proposto dai conservatori. Von Steiger venne eletto già al primo scrutinio nel 1918 e nel voto di riconferma del 1919 ottenne quasi la totalità dei voti del Parlamento. Conservò l'incarico di cancelliere fino alla sua morte, avvenuta il 1º marzo 1925 per un colpo apoplettico.